# Kurt Schmidtchen
Kurt Schmidtchen (* 19. April 1930 in Berlin; † 28. März 2003 ebenda) war ein deutscher Schauspieler und Komiker.

## Leben und Wirken
Kurt Schmidtchen wuchs in Berlin auf, wo er auch zeitlebens wohnte. Nach dem Schulabschluss nahm er bei Otto Stoeckel privaten Schauspielunterricht. Zunächst arbeitete er an verschiedenen Bühnen in Ost-Berlin. Dort wurde er auch 1956 für den Film entdeckt und spielte die Titelrolle im DEFA-Märchenfilm Das tapfere Schneiderlein. In den Folgejahren spielte er in weiteren Produktionen der DEFA, unter anderem neben Götz George in Alter Kahn und junge Liebe. Kurz vor dem Bau der Berliner Mauer siedelte Schmidtchen im Sommer 1961 nach West-Berlin über, wo er zunächst wieder vorwiegend an verschiedenen Theaterhäusern spielte.
Ab Beginn der 1970er Jahre wandte sich Schmidtchen zunehmend dem Fernsehen zu, wobei der kleine und schmächtige Darsteller oft auf komische Charaktere festgelegt wurde. Er spielte eine durchgehende Rolle als Shorty Timmermann in der Vorabendserie Fußballtrainer Wulff (mit Horst Niendorf) sowie Gastrollen in Fernsehserien wie Kommissariat 9 und Der Alte. Besondere Popularität erlangte er im Jahr 1978 in der Rolle des Dracula in der Fernsehreihe Schusters Gespenster, die enorme Einschaltquoten erzielte und heute zu den Klassikern des deutschen Kinderfernsehens zählt. Einem breiten Publikum wurde Schmidtchen vor allem durch seine langjährige Zusammenarbeit mit dem Kabarettisten und Schauspieler Dieter Hallervorden bekannt. Von 1975 bis 1980 gehörte er zum festen Ensemble von Hallervordens Sketch-Serie Nonstop Nonsens, von 1983 bis 1984 zu der Nachfolgeshow Zelleriesalat. Auch in weiteren Fernsehproduktionen Hallervordens wie Mein Gott, Willi! und Onkel & Co. war Schmidtchen zu sehen. Ebenso wirkte er bei Programmen von Hallervordens Kabarett Die Wühlmäuse mit. Eine letzte größere Rolle übernahm er 1986 als Alwin Bunte in der ZDF-Vorabendserie Ein Heim für Tiere. Als ewiger Verehrer von Tante Martha (Angela Pschigode) hatte er zunächst nur sporadische, später regelmäßige Auftritte bis 1992. Schmidtchen wirkte bis zum Jahr 1998 in über 70 Film-und-Fernsehproduktionen mit. Zudem war Schmidtchen auch als Synchronsprecher aktiv.
Kurt Schmidtchen starb im März 2003 im Alter von 72 Jahren in Berlin.

## Filmografie (Auswahl)
- 1956: Das tapfere Schneiderlein
- 1956: Alter Kahn und junge Liebe
- 1958: Meine Frau macht Musik
- 1959: Der Zinker
- 1963: Fernfahrer (Fernsehserie, 1 Folge)
- 1963: Das Kriminalmuseum: Die Frau im Nerz
- 1967: Kommissar Brahm (Fernsehserie, 1 Folge)
- 1967–1968: Die Witzakademie (Fernsehserie)
- 1969: Der rasende Lokalreporter (Fernsehserie)
- 1969: Die Flucht nach Ägypten
- 1972: Gelobt sei, was hart macht
- 1972–1973: Fußballtrainer Wulff (Fernsehserie)
- 1974: Das Spukschloß von Baskermore
- 1975: Autoverleih Pistulla (Fernsehserie)
- 1975–1980: Nonstop Nonsens
- 1977: Endstation Paradies
- 1978: Schusters Gespenster (Fernsehserie)
- 1978: Kommissariat 9 (Fernsehserie, 1 Folge)
- 1979: Rund um die Uhr (Fernsehserie)
- 1979: Es begann bei Tiffany
- 1980: Hollywood, ich komme
- 1980: Mein Gott, Willi!
- 1981: Onkel & Co.
- 1981–1986: Polizeiinspektion 1 (Fernsehserie, 2 Folgen, verschiedene Rollen)
- 1983–1984: Zelleriesalat
- 1984–1988: Der Alte (Fernsehserie, 2 Folgen, verschiedene Rollen)
- 1985: Drei Damen vom Grill (Fernsehserie, 1 Folge)
- 1986: Whopper Punch 777
- 1986: Löwenzahn (Fernsehserie, 1 Folge)
- 1986–1992: Ein Heim für Tiere (Fernsehserie)
- 1987: Berliner Weiße mit Schuß (Fernsehserie, 1 Folge)
- 1988: Lindenstraße (Fernsehserie, 1 Folge)
- 1988: Praxis Bülowbogen (Fernsehserie, 1 Folge)
- 1991: Forsthaus Falkenau (Fernsehserie, 1 Folge)
- 1991: Ein Schloß am Wörthersee (Fernsehserie, 1 Folge)
- 1992: Mit Leib und Seele (Fernsehserie, 1 Folge)
- 1995: Das Erbe
- 1996: Alarmcode 112 (Fernsehserie, 6 Folgen)
- 1998: Die Menschen sind kalt

## Hörspiele
- 1958: Wera Küchenmeister/Claus Küchenmeister: Damals achtzehn – neunzehn – Regie: Helmut Hellstorff (Dokumentarhörspiel – Rundfunk der DDR)
- 1966: Dorothy L. Sayers: Glocken in der Neujahrsnacht (4 Teile) (Bunter)  – Regie: Otto Kurth (Hörspielbearbeitung, Kriminalhörspiel – BR)
- 1974: Pierre Frachet: Abélard und Héloise – Regie: Otto Kurth (Kriminalhörspiel – SDR)